# Yankee Film Company
Yankee Film Company foi uma companhia cinematográfica estadunidense independente, fundada por William Steiner entre 1909 e 1910, que produziu 126 filmes curta-metragens entre 1910 e 1911. A sede da companhia era em Inwood, Manhattan, Nova Iorque.

## Histórico

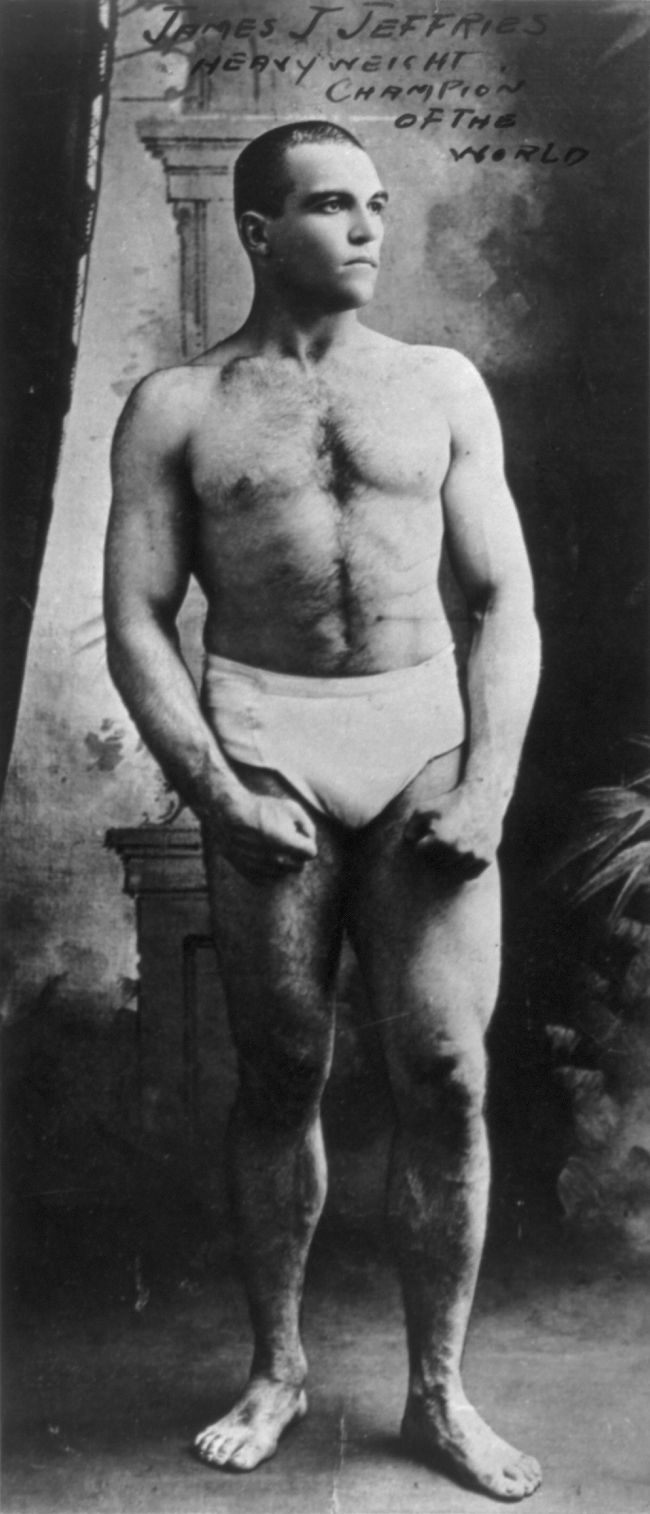
O campeão mundial peso-pesado James J. Jeffries, que foi a estrela da Yankee Film Company, atuando no primeiro filme da companhia, Jeffries on His Ranch, em 1910.

William Steiner inicialmente numa parceria com William Paley formou a Paley & Steiner, que através da Crescent Films, ativa em Nova Iorque entre 1904 e 1905, pioneira em “imagens em movimento”. O Edison Studios, através da Motion Picture Patents Company, começou um processo de repressão aos produtores independentes e, em 1905, a Paley & Steiner já se dissolvera.
Steiner começou, em seguida, a Imperial Motion Picture Company, incorporada em 3 de março de 1908, com escritório na 44 West 28th St., Nova Iorque.
Entre 1909 e 1910, William Steiner fundou a Yankee Film Company, e mais tarde encabeçou a Serial Film Corporation, em Nova Jersei, cujo lançamento inicial foi o seriado The Yellow Menace, de 1916.
O primeiro curta-metragem que a Yankee Film produziu, em 1910, foi Jeffries on His Ranch, com o campeão dos pesos pesados James J. Jeffries, lançado em 15 de junho de 1910. A partir dessa data, a Yankee produziu um curta-metragem a cada segunda-feira, até dezembro de 1910, quando passou a produzir dois curta-metragens por semana. Steiner era o diretor geral da companhia e Isadore Bernstein o gerente geral da empresa.
O seu último filme foi The Two Rooms, lançado em 17 de novembro de 1911.
Em 1917, Steiner fundaria ainda Jester Comedy Company, em Jacksonville, que veiculava as comédias que ficaram mais conhecidas como "Tweedle Dee and Tweedle Dum", e na década de 1920 e 1930, a William Steiner Productions, produzindo Westerns B. 

### Filmografia parcial
- The Two Rooms (1911)
- Into the Light (1911)
- He Didn't Like the Tune (1911)
- A Coward's Regeneration (1911)
- At Daisy Farm (1911)
- The Royal Wishbone (1911)
- Mrs. Danver's Divorce (1911)
- The Italian Sherlock Holmes (1910)
- Jeffries on His Ranch (1910)